# Бабий, Олесь Иосифович
Олесь Иосифович Бабий (17 марта 1897, с. Средня, ныне Калушского района Ивано-Франковской области — 2 марта 1975, Чикаго, США) — украинский писатель и литературовед, автор Марша украинских националистов (гимна ОУН). Доктор литературоведения. Писал под псевдонимом Хмелик.

## Биография
Олесь Иосифович родился в многодетной, но обеспеченной семье Иосифа и Екатерины Бабий в селе Середня Калушского района. Среднее образование получил во Львове. В 17 лет он записался в Украинские сечевые стрельцы (Украинский добровольческий легион). Служил в Австрийской армии, потом в Галицкой армии.
В 1929 году стал доктором литературоведения в Украинском педагогическом институте им. Драгоманова в Праге. В сентябре 1932 года его осудили на четыре года тюрьмы, которые он отсидел в Дрогобычской тюрьме. После немецкой оккупации Украины он вернулся в Среднее. С 1941 года он работал в редакции «Золотого колоса», а в 1943 году вернулся обратно в свое село.
Перед приходом советской армии и освобождением от немецких оккупантов он в 1944 году подался в Германию, а затем после четырех лет фильтрационных лагерей уехал в США. Работал в Чикагском университете, в редакции украинского журнала. С 1944 до 1968 года в семье его считали погибшим и только в 1968 он написал семье письмо, что он жив и здоров и живёт в эмиграции.
Скончался 2 марта 1975 в Чикаго и был похоронен на кладбище св. Николая. 14 марта 1997 года в его селе на 100-летие со дня рождения была открыта мемориальная доска на стене Середнянского школы.

## Публикации
- Бабій О. Ненависть і любов. Поезії. — Львів: Русалка, 1921. — 31 с.
- Бабій О. Гуцульський курінь. — Прага, 1927. — 154 с.
- Бабій О. Жнива. Поеми. — Авгсбург, 1946. — 64 с.
- Бабій О. Повстанці. Поема. — Чикаго : Літературне видавництво, 1956. — 180 с.
- Бабій О. Олена Степанівна. П'єса в одній дії. — Чикаго, 1966. — 76 с.
- Бабій О. Світ і людина. — Авґсбурґ, 1947, перевидано Чикаго, 1969. — 48 с.
- Бабій О. Вибране з творів. — Чикаго : Друкарня В. Бернацького, 1969. — 112 с.
- Бабій О. Дві сестри. Повість зі записок старшини УГА. — Чикаго, 1978.
- Бабій О. Зродились ми великої години. — Дрогобич : Відродження, 1997. — 208 с.